# Klippentaube
Die Klippentaube (Columba rupestris) ist eine Art der Taubenvögel. Sie kommt in zwei Unterarten in Ostasien vor.

## Erscheinungsbild

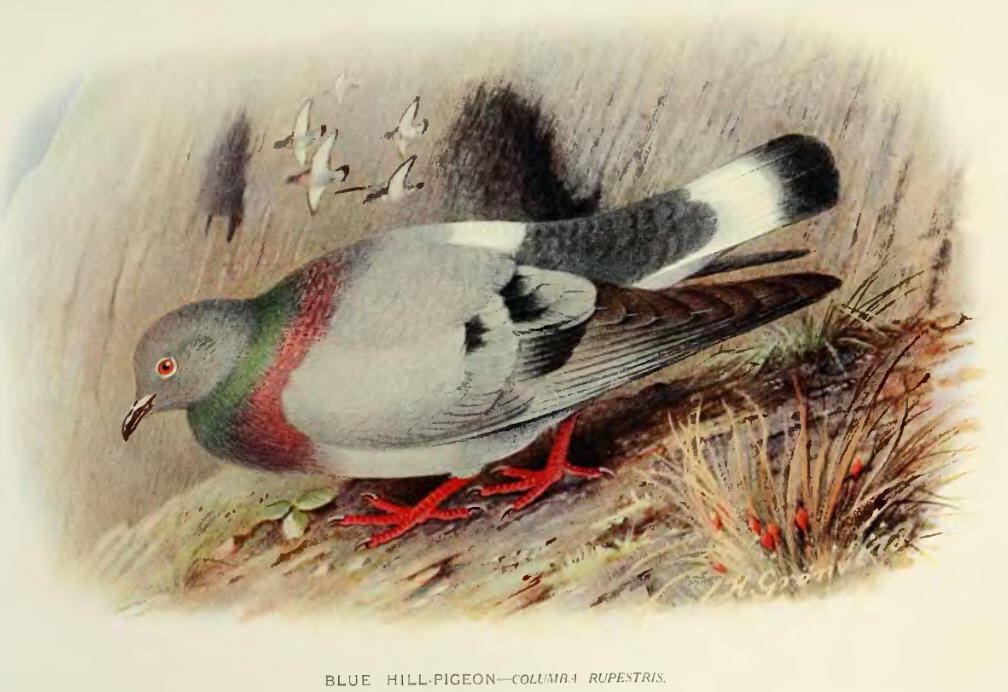
Klippentaube, Illustration

Die Klippentaube erreicht eine Größe von 35 Zentimetern. Sie wiegt zwischen 250 und 290 Gramm. Größe und Körperform entspricht der einer Stadttaube. Ein Geschlechtsdimorphismus besteht nicht. 
Klippentauben weisen eine sehr große Ähnlichkeit zu den auch in Mitteleuropa verbreiteten Felsentauben auf. Sie unterscheiden sich von dieser Art, durch eine noch zusätzliche, neben dem weißen Bürzel quer über den mittleren Teil der Schwanzfedern verlaufende weiße Binde. Das Grau des Gefieders ist außerdem etwas heller als bei der Felsentaube. Füße und Beine sind rot. Die Augen sind orangerot.

## Verbreitung und Verhalten
Die Klippentaube ist eine ostasiatische Art, die in der Mongolei, in Tibet, dem Norden von China, Korea sowie Turkestan vorkommt. Sie weist auch in ihrer Lebensweise sehr viel Ähnlichkeit mit der Felsentaube auf. Sie ist wie diese ein Felsenbrüter, die beispielsweise ihre Nester auf schmalen Felsbändern errichtet. Sie brütet in Gemeinschaft. Mit Stadttauben scheint sie sich nicht kreuzen, obwohl sie beispielsweise in Ulaanbaatar in deren Nähe nistet. Das Gelege umfasst ein bis zwei Eier. Die Brutdauer beträgt 18 Tage. Die Jungvögel sind nach 32 Tagen flügge. Nach der Brutzeit leben Klippentauben in großen Schwärmen. Mitunter sind diese auch mit Schneetauben vergesellschaftet.

## Haltung in menschlicher Obhut
Klippentauben wurden ab 1962 im Tierpark Berlin gehalten, wo bereits 1963 die Nachzucht gelang. Bei den eingeführten Vögeln handelte es sich um Tauben, die von der Universität Halle in der Mongolei gefangen wurden. Der Tierpark Leverkusen erhielt 1989 zwei Paare, mit denen ebenfalls erfolgreich gezüchtet werden konnte. Auch eingewöhnt blieben die Klippentauben schreckhaft und scheu. Bei der Haltung zeigte sich, dass Klippentauben bevorzugt sehr kleine Samen fressen. Bereits Samen in der Größe einer Erbse oder einer Ackerbohne, die von anderen Feldtaubenarten gefressen werden, werden von ihr nicht angenommen.